# Metallica: Through the Never
Metallica: Through the Never es una película del grupo musical estadounidense de thrash metal Metallica. Comparte el nombre con la canción «Through the Never». Está dirigida por Nimród Antal y fue distribuida por Picturehouse Filmed Entertainment en formato IMAX.

## Sinopsis
El personaje Trip (Dane DeHaan), es un joven roadie de Metallica, es enviado a una operación urgente durante un concierto del grupo musical. Pero lo que parecía una simple asignación se convierte en una aventura surrealista.

## Antecedentes
El 7 de mayo de 2012, la página oficial de Metallica se actualizó dando la primera noticia de algo que ya se estaba rumoreando, anunciando que tendrían su propia película dirigida por Nimród Antal. El 22 de mayo anunciarían espectáculos en Canadá y también anunciaron que allí se grabarían partes de la película.
El 23 de agosto de 2012 la banda una vez más actualizó su página oficial anunciando que harían un concierto el 27 de agosto, diciendo que ese sería el último espectáculo en el que grabarían la película, invitando a los seguidores a comprar entradas para ser parte de la misma.
El 15 de enero la banda anunció que la fecha de estreno de la película sería el 9 de agosto de 2013 y la compañía encargada de distribuir su material. Meses después lanzaron la noticia de que la película se estrenará en IMAX y también informaron que la misma sería estrenada primero en IMAX 3D en Norteamérica el 27 de septiembre y sería estrenada en todas las salas el 4 de octubre.
El 23 de mayo, sin previo aviso, se actualizó el canal de YouTube de Metallica lanzando el tráiler oficial.
El 19 de julio Metallica lanzó un nuevo tráiler en la Comic-Con en el que se explicaba un poco más la trama de la película y además se lanzó la página oficial de la misma.
El 4 de octubre se estrenó en las salas de todo el mundo en su formato IMAX.

## Banda sonora
El 29 de julio de 2013, Metallica anunció cual sería la banda sonora de la película.
1. The Ecstasy of Gold
2. Creeping Death
3. For Whom the Bell Tolls
4. Fuel
5. Ride the Lightning
6. One
7. The Memory Remains
8. Wherever I May Roam
9. Cyanide
10. ...And Justice for All
11. Master of Puppets
12. Battery
13. Nothing Else Matters
14. Enter Sandman
15. Hit the Lights
16. Orion

## Reparto
- Dane DeHaan como Trip.
- James Hetfield como él mismo.
- Lars Ulrich como él mismo.
- Kirk Hammett como él mismo.
- Robert Trujillo como él mismo.